# Precis furcifera
Precis furcifera är en fjärilsart som beskrevs av Rothschild och Jordan. Precis furcifera ingår i släktet Precis och familjen praktfjärilar. Inga underarter finns listade i Catalogue of Life.